# Thourie
Thourie (bretonisch: Tourig, Gallo: Tóric) ist eine französische Gemeinde mit 857 Einwohnern (Stand: 1. Januar 2022) im Département Ille-et-Vilaine in der Region Bretagne; sie gehört zum Arrondissement Fougères-Vitré und zum Kanton La Guerche-de-Bretagne. Die Einwohner werden Thourisiens und Thourisiennes genannt.

## Geographie
Die GemeindeThourie liegt an der Grenze zum Département Loire-Atlantique, etwa 31 Kilometer südsüdöstlich von Rennes am Semnon. Umgeben wird Thourie von den Nachbargemeinden La Couyère im Nordwesten und Norden, Coësmes im Norden, Martigné-Ferchaud im Osten, Soulvache im Süden, Teillay im Süden und Südwesten, Ercé-en-Lamée im Südwesten und Westen sowie Lalleu im Westen.

## Bevölkerungsentwicklung
| Jahr          | 1962 | 1968 | 1975 | 1982 | 1990 | 1999 | 2006 | 2013 | 2020 |
| ------------- | ---- | ---- | ---- | ---- | ---- | ---- | ---- | ---- | ---- |
| Einwohner     | 913  | 828  | 690  | 591  | 501  | 526  | 660  | 736  | 854  |
| Quelle: INSEE |      |      |      |      |      |      |      |      |      |

## Sehenswürdigkeiten
- Kirche Saint-Barthélemy, Glockenturm im Jahr 1788 errichtet und 1816 umgestaltet, restliche Kirche im Jahre 1835 neu gebaut
- Schloss La Raimbaudière aus dem 18. Jahrhundert
- Sendemast

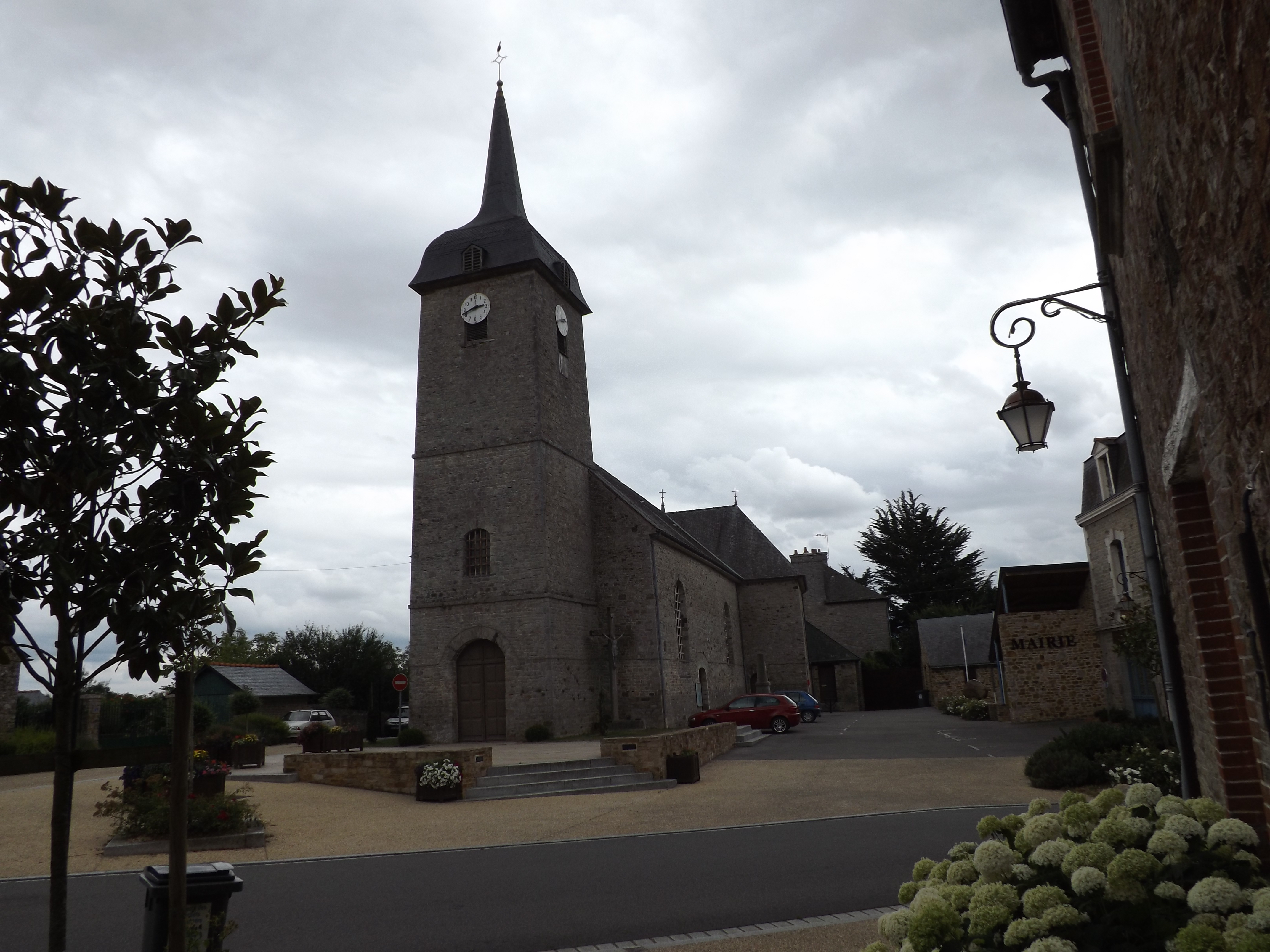
Kirche Saint-Barthélemy
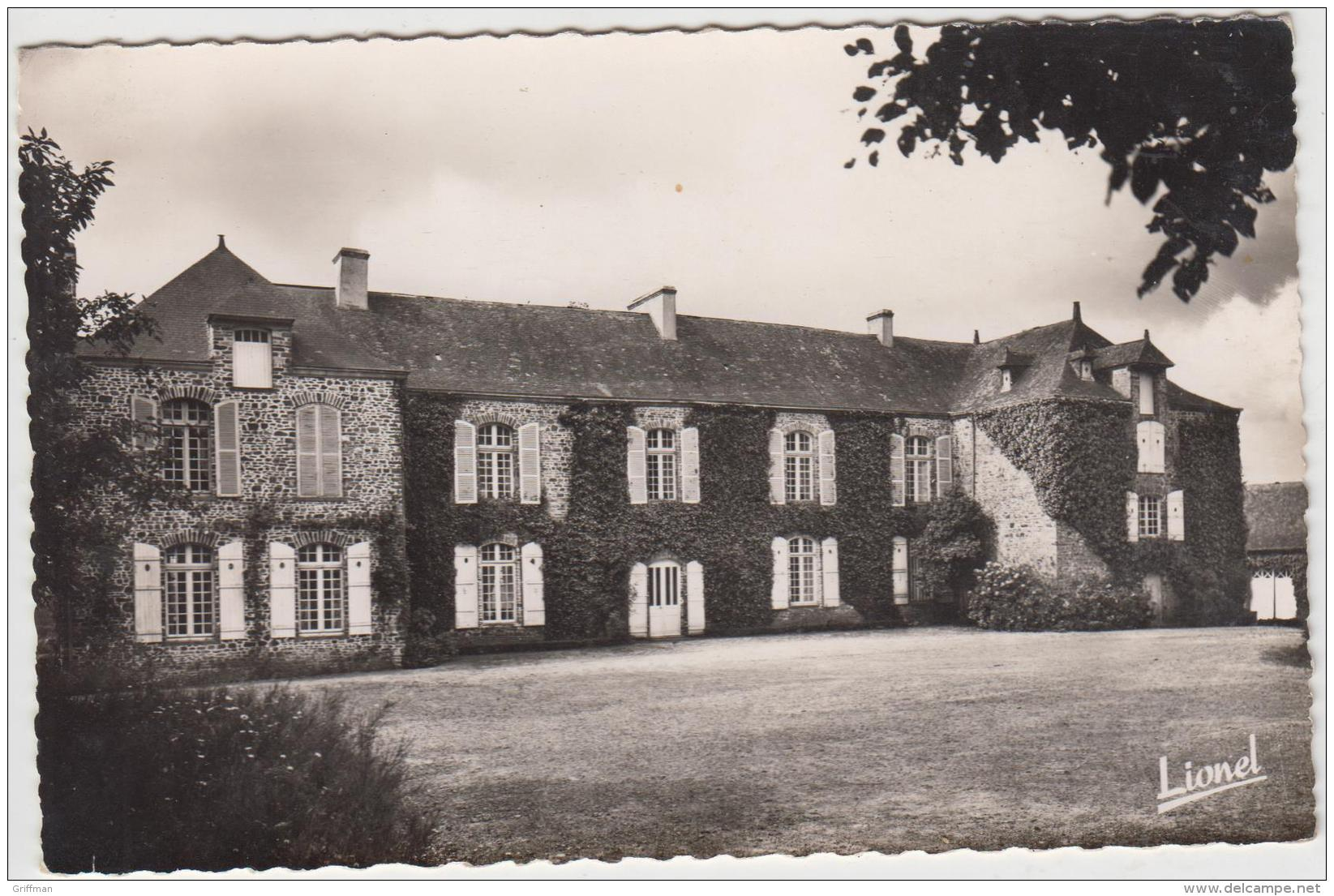
Schloss La Raimbaudière

## Persönlichkeiten
- Auguste Pavie (1847–1925), Entdecker und Diplomat, in Thourie verstorben